# Logique modale normale
 (juillet 2016).
Si vous disposez d'ouvrages ou d'articles de référence ou si vous connaissez des sites web de qualité traitant du thème abordé ici, merci de compléter l'article en donnant les références utiles à sa vérifiabilité et en les liant à la section « Notes et références ».
En logique, une logique modale normale est un ensemble L de formules modales tel que L contient:
- Toutes les tautologies propositionnelles;
- Toutes les instances du schéma de Kripke: {\displaystyle \Box (A\to B)\to (\Box A\to \Box B)}

et est limité sous:
- Règle détachement (Modus Ponens): {\displaystyle A\to B,A\vdash B};
- règle de nécessitation: {\displaystyle \vdash A} implique {\displaystyle \vdash \Box A}.

La plus petite logique répondant aux conditions ci-dessus est appelé K. La plupart des logiques modales couramment utilisés de nos jours (en termes de motivations philosophiques), par exemple Le S4 et S5 de C. I. Lewis, sont des extensions de K. Cependant, un certain nombre de logique déontique et épistémique, par exemple, sont non-normale, souvent parce qu'elles abandonnent le schéma de Kripke.

## Logiques modales normales communes
Le tableau suivant répertorie plusieurs systèmes modaux normaux  communs. La notation se réfère à la sémantique de Kripke § schéma d'axiome modale commun. les conditions de cadres pour certains systèmes ont été simplifiées: les logiques sont complètes en ce qui concerne les classes de cadre donnée dans le tableau.
| Nom        | Axiomes          | Condition de cadre                                                                                 |
| ---------- | ---------------- | -------------------------------------------------------------------------------------------------- |
| K          | —                | tous les cadres                                                                                    |
| T          | T                | réfléchi                                                                                           |
| K4         | 4                | transitif                                                                                          |
| S4         | T, 4             | préordre                                                                                           |
| S5         | T, 5 ou D, B, 4  | relation d'équivalence                                                                             |
| S4.3       | T, 4, H          | préordre total                                                                                     |
| S4.1       | T, 4, M          | préordre, {\displaystyle \forall w\,\exists u\,(w\,R\,u\land \forall v\,(u\,R\,v\Rightarrow u=v))} |
| S4.2       | T, 4, G          | préordre dirigé                                                                                    |
| GL         | GL ou 4, GL      | ordre partiel strict fini                                                                          |
| Grz, S4Grz | Grz ou T, 4, Grz | ordre partiel fini                                                                                 |
| D          | D                | série                                                                                              |
| D45        | D, 4, 5          | transitif, série et euclidien                                                                      |